# Всетин (хоккейный клуб)
Всетин (чеш. VHK Vsetín) — хоккейный клуб, выступающий в первой чешской лиге. Основан в 1904 году. Домашняя арена клуба — Зимний стадион На Лапачи в городе Всетин.

## История
История хоккейного клуба «Всетин» начинается в 1904 году, с основания в городе зимнего спортивного клуба. В 1969 году клуб впервые принял участие в областном чемпионате. В 1979 году началось строительство ледового дворца во Всетине, которое продолжалось три года. В 1987 году «Всетин» вышел во вторую чешскую хоккейную лигу, а спустя ещё семь лет — в Экстралигу. В первом же сезоне в высшей лиге команда завоевала чемпионство. После этого клуб еще 4 раза подряд становился чемпионом Чехии. В 2001 году «Всетин» в 6-й раз в своей истории выиграл Экстралигу. В том же, 2001 году, был арестован главный акционер клуба, бизнесмен Роман Зубик. Команда столкнулась с серьёзными финансовыми затруднениями. С каждым годом держаться в элите становилось всё труднее и труднее. 6 июня 2007 года ассоциация профессиональных хоккейных клубов Чехии приняла решение о невыдаче лицензии клубу на участие в Экстралиге. Арбитражная комиссия Чешской хоккейной ассоциации 20 августа подтвердила, что исключение оправдано. Лишь спустя год команде удалось заявиться во вторую лигу. В 2017 году «Всетин» пробился в первую лигу, в которой выступает по настоящее время.

## Прежние названия
- 1904—1906 — СК Всетин
- 1906—1933 — БК Всетин
- 1933—1968 — Сокол
- 1968—1994 — Збройовка
- 1994—1996 — Дадак
- 1996—1998 — Петра
- 1998—2001 — Словнафт
- 2001—2003 — ХК Всетин
- 2003—2008 — Всетинский хоккей
- 2008—2016 — ВХК Всетин
- 2016— н.в. — ВХК РОБЕ Всетин

## Достижения
- Чешская экстралига:
  - Победители (6)  : 1995, 1996, 1997, 1998, 1999, 2001
  - Серебряный призёр (1)  : 2000
- Евролига:
  - Бронзовый призёр (1)  : 1996

## Чемпионские составы

### 1994/95
Вратари: Роман Чехманек, Иво Пешат
Защитники: Антонин Ставьяна, Алексей Яшкин, Станислав Павелец, Марек Тихи, Даниэл Врла, Радек Месичек, Павел Аугуста
Нападающие: Ростислав Влах, Томаш Сршень, Роман Стантиен, Михал Томек, Збинек Маржак, Андрей Галкин, Мирослав Ставьяна, Мартин Сметак, Любош Еначек, Йозеф Беранек, Мирослав Барус, Либор Форх, Павел Роглик, Иван Паделек
Тренер: Хорст Валашек

### 1995/96
Вратари: Роман Чехманек, Иво Пешат
Защитники: Антонин Ставьяна, Алексей Яшкин, Станислав Павелец, Иржи Вебер, Ян Срдинко, Томаш Якеш, Павел Аугуста
Нападающие: Иржи Допита, Ростислав Влах, Томаш Сршень, Роман Стантиен, Михал Томек, Збинек Маржак, Андрей Галкин, Алеш Полцар, Алеш Зима, Мирослав Барус, Иван Паделек, Давид Грушка
Тренер: Хорст Валашек

### 1996/97
Вратари: Роман Чехманек, Иво Пешат
Защитники: Антонин Ставьяна, Алексей Яшкин, Михал Дивишек, Иржи Вебер, Ян Срдинко, Томаш Якеш, Павел Шафаржик, Павел Зубичек, Петр Кубош
Нападающие: Иржи Допита, Ростислав Влах, Томаш Сршень, Роман Стантиен, Михал Томек, Томаш Капуста, Андрей Галкин, Йозеф Беранек, Ондржей Кратена, Ото Хашчак, Иван Паделек, Давид Грушка, Даниэл Тесаржик
Тренер: Ян Нелиба

### 1997/98
Вратари: Роман Чехманек, Иво Пешат
Защитники: Антонин Ставьяна, Алексей Яшкин, Михал Дивишек, Иржи Вебер, Ян Срдинко, Радим Тесаржик, Павел Шафаржик, Павел Зубичек
Нападающие: Иржи Допита, Ростислав Влах, Томаш Сршень, Роман Стантиен, Радек Белоглав, Томаш Капуста, Андрей Галкин, Йозеф Беранек, Ондржей Кратена, Михал Брош, Иван Паделек, Давид Грушка, Ян Томайко, Томаш Демел
Тренер: Ян Нелиба

### 1998/99
Вратари: Роман Чехманек, Иво Пешат
Защитники: Либор Забрански, Алексей Яшкин, Петр Сухи, Иржи Вебер, Ян Срдинко, Радим Тесаржик, Томаш Якеш, Павел Зубичек
Нападающие: Иржи Допита, Томаш Сршень, Роман Стантиен, Радек Белоглав, Павел Патера, Мартин Прохазка, Збинек Маржак, Ондржей Кратена, Михал Брош, Мартин Пароулек, Ян Томайко, Томаш Демел, Ондржей Кавулич
Тренер: Здислав Табара

### 2000/01
Вратари: Ярослав Камеш, Иво Пешат
Защитники: Мартин Штрбак, Алексей Яшкин, Петр Кубош, Милан Недома, Ян Срдинко, Радим Тесаржик, Павел Зубичек, Збинек Спитцер
Нападающие: Иржи Допита, Ян Пардавы, Иржи Бургер, Роман Стантиен, Ян Томайко, Мартин Пароулек, Ондржей Веселы, Радим Кухарчик, Ян Липянски, Людек Крайзел, Ян Сохор, Петр Вампола, Иржи Гудлер, Петр Жайгла
Тренер: Ян Нелиба

## Известные игроки
Среди известных хоккеистов, воспитанников ХК «Всетин», выделяются чемпионы мира 2010 года Якуб Штепанек, Ондржей Немец, Петр Вампола, а также обладатель Кубка Стэнли 2008 года Иржи Гудлер.